# Club La Concepción de Puebla
El Club La Concepción de Puebla» fue un equipo de fútbol que jugó en la Segunda división mexicana. Se les conocía como los Conchos de La Concepción.

## Historia
Del Estado de Puebla surge el Club La Concepción. Inscriben a los Conchos para el torneo 1951-52 de Segunda División ,  y el domingo 23 de septiembre de 1951 debieron haberse enfrentado al Morelia en tierras michoacanas, pero el partido se pospuso .Para la siguiente semana viajan a la tierra de los chongos de Zamora donde caen 4-3 Pero el resultado es anulado Debiéndose reprogramar para otra fecha donde terima en un empate a 1 . Ahora sí juegan en casa fecha tres y reciben a los Cerveceros de Mpctezuma donde logran su primer victoria 2-1 .Los Conchos tuvieron un buen torneo de Liga donde al finalizar se ubicaron en la cuarta posición con 20 puntos de diez equipos y su jugador Ricardo Zárate fue el campeón goleador de la 51-52 de 2.ª División con 21 goles.

### Campeón de Copa México
Dos semanas después inició el torneo de Copa de la Segunda División 1951-52 y los Conchos poblanos se colaron al triangular final , junto con Toluca y San Sebastián. La Concepción hizo un gran torneo y en el último juego en el Parque Patria de Toluca el domingo 4 de mayo de 1952 el equipo poblano logra vencer al Toluca 4 a 1 y así proclamarse campeón de Copa de la segundua división de México 
Se apuntan para la siguiente Temporada 1952-53 de  Liga de la Segunda División con 12 participantes. 

## Problemas económicos y desaparición
El equipo traía problemas económicos así que, los poblanos que deciden retirarse al finalizar la campaña. Dos Temporadas buenas en Segunda División del equipo La Concepción Fue corta la trayectoria de los Conchos pero sus aficionados los recuerdan con admiración y lágrimas. Dos Temporadas de Liga jugaron 51-52 y 52-53  y un torneo ganado de Copa de la 2.ª División fue el testamento de La Concepción. Fue el Segundo equipo poblano en el fútbol profesional de México detrás del Club Puebla .

## Palmarés
- Copa México Segunda División  1951-52